# Municipio de Tocatlán
El municipio de Tocatlán es uno de los 60 municipios que conforman el estado de Tlaxcala dentro de los Estados Unidos Mexicanos. El municipio permaneció anteriormente como una localidad de los municipios vecinos de Huamantla y San Cosme Xaloztoc hasta que en 1952 Tocatlán fue declarado municipio por la XL Legistatura local mediante decreto del gobernador Felipe Mazarraza. Su cabecera es la localidad de Tocatlán.

## Toponimia
La palabra Tocatlán que da nombre al municipio, proviene del náhuatl y se integra con dos vocablos: toca, apócope de Tocatlán, que significa araña, así como con la partícula final abundancial tlan, que quiere decir lugar. Con base a ello, tocatlán se traduce como "Lugar de arañas".

## Localización
Ubicado en el Altiplano central mexicano a 2,560 metros sobre el nivel del mar, el municipio de Tocatlán se sitúa en un eje de coordenadas geográficas entre los 19 grados 23 minutos latitud norte y 98 grados 02 minutos longitud oeste. Localizado al oriente del estado, el municipio de Tocatlán colinda al norte y al oeste con el municipio de Xaloztoc; al sur y al este colinda con el municipio de Huamantla; al suroeste  colinda con el municipio de Tzompantepec.

## Orografía
Las tres formas características del relieve en el municipio son: Zonas semiplanas, ocupan el 60.0 por ciento de la superficie del municipio, se ubican en los alrededores del cerro de Tocatlán. Zonas accidentadas, abarcan el 20.0 por ciento de la superficie y se localizan en el centro del municipio. Zonas planas, comprenden el 20.0 por ciento restante de la superficie y se encuentran en los extremos oriental y occidental del municipio.

## Hidrografía
Los recursos hidrográficos del municipio son escasos; aun así, se componen del arroyo Guadalupe de caudal durante la época de lluvias, mantos freáticos, un jagüey y pozos para extracción de agua.

## Clima
En el municipio el clima se considera templado subhúmedo, con régimen de lluvias en los meses de mayo a septiembre. Los meses más calurosos son abril y mayo. La dirección de los vientos en general es de suroeste a noroeste, igualmente la temperatura mínima promedio anual registrada es de 7.2 °C y la máxima de 22.3 °C. La precipitación promedio máxima registrada en el municipio es de 158.5 milímetros y la mínima de 7.6 milímetros.